# 셰퍼턴 스튜디오

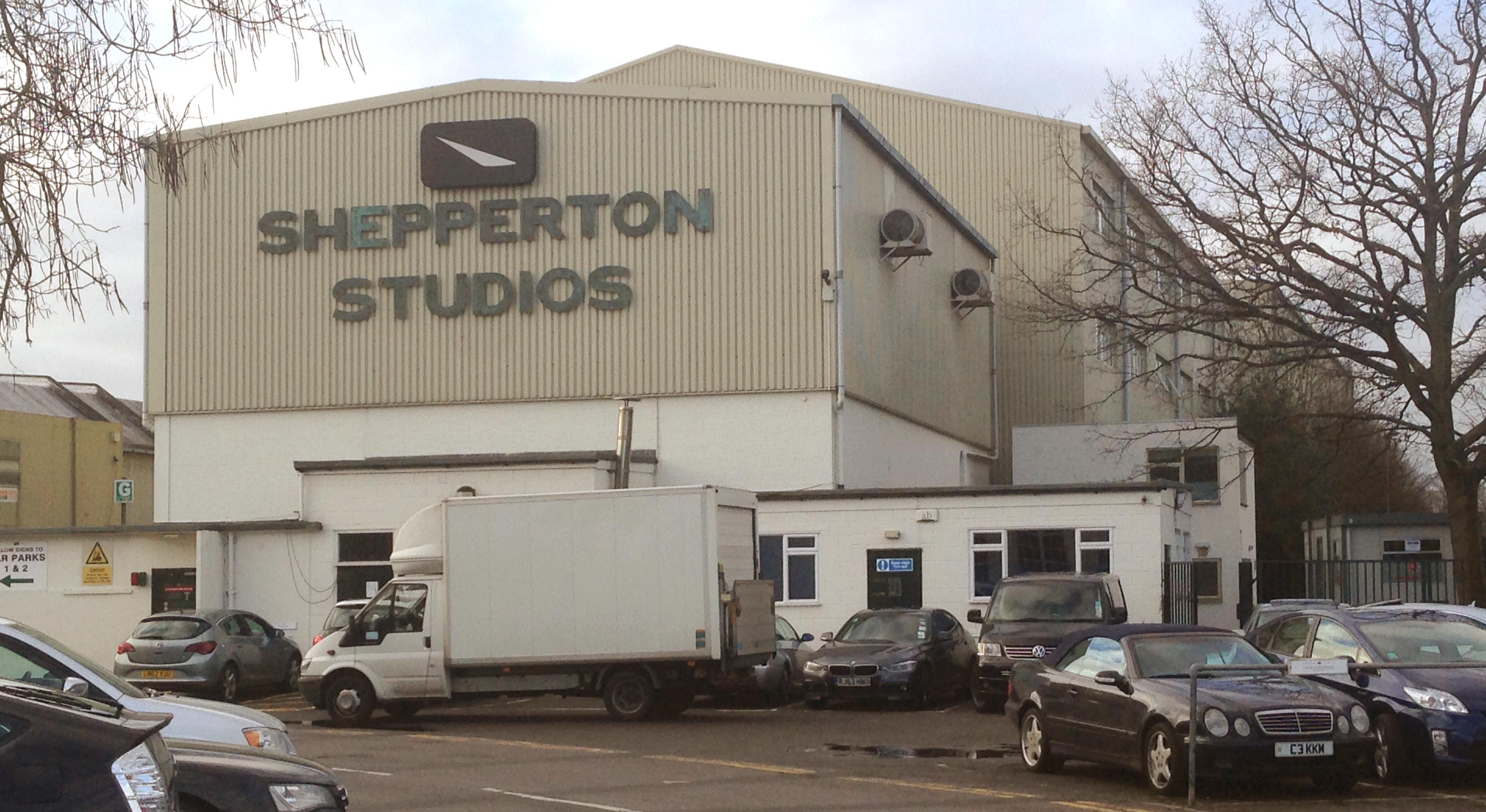
셰퍼턴 스튜디오

셰퍼턴 스튜디오(Shepperton Studios)는 잉글랜드 서리주 셰퍼턴에 있는 영화 스튜디오이다.

## 작품 목록

### 2000년대
- 빌리 엘리어트 (2000)
- 초콜렛 (2000)
- 글래디에이터 (2000)
- 브리짓 존스의 일기 (2001)
- 고스포드 파크 (2001)
- 스파이 게임 (2001)
- 어바웃 어 보이 (2002)
- 슈팅 라이크 베컴 (2002)
- 러브 액츄얼리 (2003)
- 알렉산더 (2004)
- 해리 포터와 아즈카반의 죄수 (2004)
- 트로이 (2004)
- 윔블던 (2004)
- 배트맨 비긴즈 (2005)
- 해리 포터와 불의 잔  (2005)
- 사하라 (2005)
- 스타 워즈 에피소드 3: 시스의 복수 (2005)
- 다빈치 코드 (2006)
- 어톤먼트 (2007)
- 골든 에이지 (2007)
- 황금나침반 (2007)
- 잉크하트: 어둠의 부활 (2009)
- 더 문 (2009)
- 나인 (2009)
- 영 빅토리아 (2009)
- 타이탄 (2010)
- 로빈 후드 (2010)
- 퍼스트 어벤져 (2011)
- 휴고 (2011)
- 안나 카레니나 (2012)[1]
- 존 카터: 바숨 전쟁의 서막 (2012)
- 분노의 질주: 더 맥시멈 (2013)
- 그래비티 (2013)
- 토르: 다크 월드 (2013)
- 가디언즈 오브 갤럭시 (2014)
- 인투 더 우즈 (2014)
- 어벤져스: 에이지 오브 울트론 (2015)
- 거울 나라의 앨리스 (2016)
- 미녀와 야수 (2017)